# Abrocitinib
Abrocitinib, venduto con il marchio Cibinqo, è un farmaco inibitore della Janus chinasi usato per il trattamento della dermatite atopica (eczema).
È stato sviluppato da Pfizer.

## Storia
Nell'aprile 2016 ha avuto inizio la sperimentazione di fase 2b, i cui risultati sono stati pubblicati nel maggio 2018.
La sperimentazione di fase 3 JADE Mono-1 è stata iniziata nel dicembre 2017, ed è stata ultimata nell'ottobre 2019. I risultati di un secondo studio di fase 3 sono stati pubblicati nel giugno 2020.
Nell'ottobre 2021 il comitato di valutazione dell'Agenzia europea per i medicinali (EMA) ha dato parere positivo alla commercializzazione del farmaco, denominato Cibinqo, per il trattamento della dermatite atopica. L'approvazione definitiva avvenne il dicembre successivo.
Nel gennaio 2022 Cibinqo è stato approvato dalla Food and Drug Administration per il trattamento negli adulti dei casi moderati e gravi di dermatite atopica.

## Farmacologia

### Meccanismo di azione
È un inibitore selettivo dell'enzima Janus chinasi 1 (JAK1).

### Farmacocinetica
Abrocitinib viene rapidamente assorbito dall'intestino e generalmente raggiunge le concentrazioni plasmatiche più elevate entro un'ora. Solo l'1,0-4,4% della dose si trova non metabolizzato nelle urine.

## Impiego clinico
Abrocitinib è indicato per il trattamento della dermatite atopica da moderata a grave negli adulti candidati alla terapia sistemica.